# طورگیر
طورگیر، روستای از توابع بخش قره چای شهرستان خنداب در استان مرکزی ایران است.
مردمان روستای طورگیر را طوایف لر (بختیاری و لک) تشکیل داده اند.
شغل مردمان این روستا کشاورزی و دامپروریست.
محصول اصلی روستا را انگور است که در کنار انگور محصولات دیگری هم کاشت و برداشت میشود.
این روستا یک برج قدیمی دارد. این برج بازمانده یکی از برج های دیده بانی قلعه ایست که در مرکز روستا وجود داشته و متعلق به شاهزاده بوده و قدمت آن به زمان قاجاریه و قبل تر برمیگردد.
روستای طوگیر مرکز دهستان سنگ سفید است.

## جمعیت
روستای طورگیر، به عنوان مرکز دهستان سنگ سفید از توابع بخش قره چای شهرستان خنداب در استان مرکزی می‌باشد. طبق سرشماری سال ۱۳۹۵ جمعیت این روستا ۹۰۳ نفر بود.